# Oedematopoda princeps
Oedematopoda princeps is een vlinder uit de familie Stathmopodidae. De wetenschappelijke naam van de soort is voor het eerst geldig gepubliceerd in 1852 door Zeller.